# Tobias Bayer
Tobias Bayer (Ried im Innkreis, 17 novembre 1999) è un ciclista su strada austriaco che corre per il team Alpecin-Deceuninck; è professionista dal 2021.

## Carriera
Tobias Bayer ha iniziato a pedalare nel 2015. Nel 2017 Bayer ha vinto i titoli junior austriaci di ciclocross e cronometro individuale. Il padre di Bayer era un ciclista e nel 1990 ha partecipato al primo campionato mondiale di mountain bike in Colorad.
Nel 2018 Bayer ha firmato un contratto con il Tirol Cycling Team.Con questo UCI Continental Team ha esordito nella cronometro a squadre ai Mondiali di Innsbruck ed è arrivato 17°, che gli è valso i primi punti nella classifica mondiale UCI.Nel 2019 è diventato campione nazionale di corse su strada U23. È arrivato terzo anche nella terza tappa del Giro Ciclistico d'Italia 2020, il che significa che ha preso per breve tempo il comando della classifica di montagna del tour. 
Per la stagione 2021, Bayer si è trasferito al belga UCI ProTeam Alpecin-Fenix.  Bayer è stato doppio campione statale (corse su strada e cronometro) nella categoria U23 nel 2021.
Nel 2021 Bayer ha giocato il suo primo Grand Tour con la Vuelta a Espana. Durante lo sprint è stato corresponsabile delle 2 vittorie di tappa del compagno di squadra Jasper Philipsen
Nel 2022 la Bayer ha gareggiato nel suo 2° Grand Tour (Giro d'Italia) con il capitano Mathieu van der Poel .

## Palmarès

### Strada
- 2017 (Juniores, una vittoria)

Campionati austriaci, Prova a cronometro Junior
- 2020 (Tirol Cycling Team, una vittoria)

Campionati austriaci, Prova a cronometro Under-23
- 2021 (Alpecin - Fenix, una vittoria)

Campionati austriaci, Prova a cronometro Under-23

### Ciclocross
- 2016-2017

Campionati austriaci, prova Juniores

## Piazzamenti

### Grandi Giri
- Giro d'Italia

2022: 100º
2024: 96º
- Vuelta a España

2021: ritirato (12ª tappa)
2023: 141°

### Classiche monumento
- Liegi-Bastogne-Liegi

2023: 89º
2025: 119º
- Giro di Lombardia

2022: 83º
2023: 119º
2024: ritirato

### Competizioni mondiali
- Campionati del mondo

Bergen 2017 - Cronometro Junior: 27º
Bergen 2017 - In linea Junior: 77º
Inssbruck 2018 - Cronosquadre: 17º
Yorkshire 2019 - In linea Under-23: ritirato
Imola 2020 - In linea Elite: ritirato
Fiandre 2021 - Cronometro Under-23: 17º
Fiandre 2021 - Staffetta: 12º
Fiandre 2021 - In linea Under-23: 10º
Wollongong 2022 - In linea Elite: 62º
Wollongong 2022 - Staffetta: 11º
Zurigo 2024 - In linea Elite: ritirato

### Competizioni europee
- Campionati europei

Herning 2017 - Cronometro Junior: 18º
Herning 2017 - In linea Junior: 7º
Zlín 2018 - In linea Under-23: 29º
Plouay 2020 - In linea Under-23: 24º
Trento 2021 - Cronometro Under-23: 28º
Trento 2021 - In linea Under-23: 10º
Monaco di Baviera 2022 - In linea Elite: 27º
Drenthe 2023 - In linea Elite: 26º